# Acidiostigma
Genre
Synonymes
- Parahypenidium Shiraki, 1933[2]
- Shiracidia Itô, 1984[2]

Acidiostigma est un genre d'insectes diptères de la famille des Tephritidae.

## Liste d'espèces
Selon ITIS (16 janvier 2021) :
- Acidiostigma amoenum Wang, 1990
- Acidiostigma apicale (Bezzi, 1913)
- Acidiostigma brunneum (Wang, 1990)
- Acidiostigma harmandi (Seguy, 1934)
- Acidiostigma lucens (Munro, 1935)
- Acidiostigma nigritum (Wang, 1990)
- Acidiostigma polyfasciatum (Miyake, 1919)
- Acidiostigma postsignatum (Chen, 1948)
- Acidiostigma s-nigrum (Matsumura, 1916)
- Acidiostigma sonani (Shiraki, 1933)
- Acidiostigma voilaceum (Wang, 1990)
- Acidiostigma yoshinoi (Shiraki, 1933)